# Pacto Federal (Argentina)

Bandera usada por las provincias del Pacto Federal hacia 1852.

El Pacto Federal fue un tratado suscrito en la ciudad argentina de Santa Fe el 4 de enero de 1831 por las provincias de Buenos Aires, Entre Ríos y Santa Fe, integrantes de las Provincias Unidas, en el que se constituyó la llamada Liga del Litoral, que fue una alianza ofensiva y defensiva entre esas provincias federales para hacer frente a la Liga Unitaria formada poco antes. Por razones de renuncia de su representante, la Provincia de Corrientes, que participó en las discusiones preliminares, adhirió al pacto posteriormente, incorporando su diputado a la Comisión Representativa el 19 de agosto de 1831. El Pacto Federal es considerado como el punto de arranque del período de transición, finalizado con el regreso de Juan Manuel de Rosas al gobierno de Buenos Aires en 1835, entre los períodos históricos de la organización de la República Argentina denominados Provincias Unidas del Río de la Plata y Confederación Argentina.

## Discusiones previas
La primera reunión entre las provincias de Santa Fe, Entre Ríos, Corrientes y Buenos Aires, con motivo de concretar una alianza, se realizó en Santa Fe el 20 de julio de 1830. Contó con la presencia de los diputados Domingo Cullen por Santa Fe, Diego Miranda por Entre Ríos, Pedro Ferré por Corrientes y José María Roxas y Patrón por Buenos Aires. 

### Proyectos de tratado

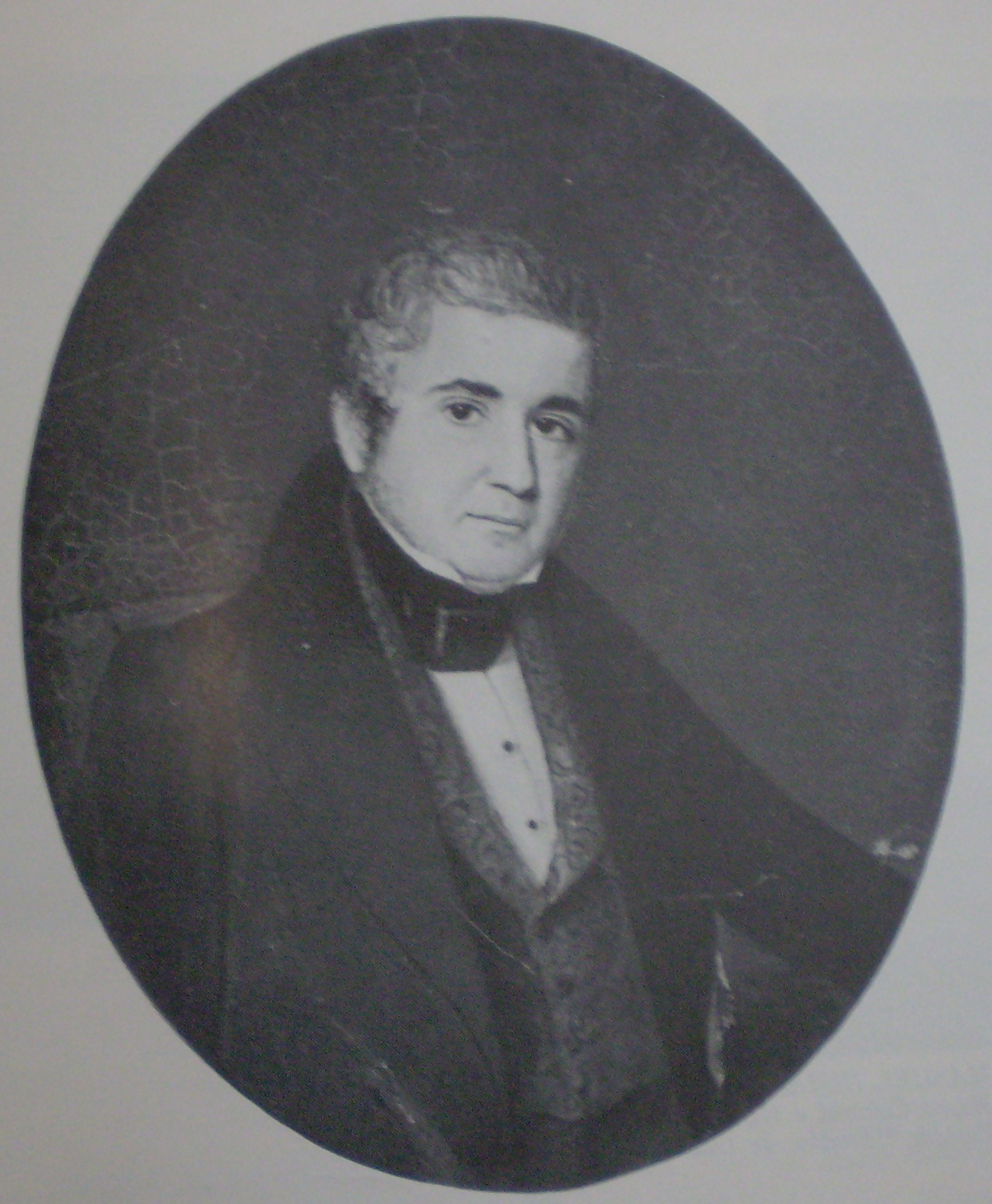
José María Roxas y Patrón.

Se decidió confiar a Roxas y Patrón y a Ferré la redacción de un proyecto de tratado. El diputado correntino planteó tres puntos:
- Que debía permanecer la representación de las provincias ligadas, hasta tanto se organizase la nación, con atribuciones determinadas.
- Que esa misma representación debía hacer lo imposible para conseguir la organización general del país.
- Que la misma representación arreglase el comercio extranjero y la navegación de los ríos.

Roxas y Patrón se opuso a estas ideas, alegando no poseer las facultades para tratar esas cuestiones, por lo que el 24 de julio el diputado por Buenos Aires presentó su proyecto de tratado. En un memorándum explicativo señalaba que era cierto que los habitantes de las demás provincias debían pagar, en la aduana de Buenos Aires el precio de lo que consumían y además los derechos de exportación de productos. Pero alegaba que Buenos Aires afrontaba la deuda nacional, velaba por la seguridad en las costas y vigilancia del Río de la Plata, mantenía agentes y cónsules en países extranjeros, atendía las relaciones exteriores y respondía a los perjuicios causados por los corsarios de la república. Ferré le contestó con otro memorándum donde criticaba la libre importación de productos y la exclusividad del puerto de Buenos Aires, bases del comercio de esa época. Proponía la habilitación de otros puertos, entre ellos el de Santa Fe, la prohibición de la importación de algunos productos y que los ingresos de la aduana beneficiasen a todas las provincias.
En su proyecto Ferré proponía que la comisión de diputados de todas las provincias tuviera a su cargo las tareas de hacer la paz y declarar la guerra, organizar los ejércitos, decidir la utilización de los fondos para sostener a estos e invitar a todas las provincias a un congreso general que las organizara y declarara una constitución. Hasta que llegase ese momento, la comisión atendería el comercio exterior, regularía la navegación de los ríos Paraná y Uruguay y promovería el desarrollo industrial. Roxas y Patrón permaneció inflexible y Ferré optó por retirarse de las negociaciones.

### La firma
El gobernador de Buenos Aires, Juan Manuel de Rosas, envió instrucciones a Roxas y Patrón para que aceptara la constitución de una comisión compuesta por un diputado por cada una de las provincias litorales. El gobernador santafesino Estanislao López comunicó a sus colegas de Entre Ríos y Corrientes que nombraran sus representantes para continuar con la labor. Finalmente los representantes de Buenos Aires, Santa Fe y Entre Ríos lograron ponerse de acuerdo y firmaron el 4 de enero de 1831 el Pacto Federal. Corrientes se adhirió al tratado más tarde, incorporando su diputado el 19 de agosto de 1831 a la Comisión Representativa de los Gobiernos de las Provincias Litorales de la República Argentina creada por el pacto y establecida en la ciudad de Santa Fe.

## Repercusiones del pacto
La firma del pacto provocó ciertas repercusiones entre las provincias y se establecieron ciertos mandatos que debían cumplirse. Ellos eran:
- Se obligaban a resistir cualquier invasión extranjera al territorio de alguna de las provincias contratantes, o de cualquiera de las otras que componían el Estado argentino.
- Constituían una alianza ofensiva y defensiva contra toda agresión por parte de las demás provincias de la república, que amenazara la integridad e independencia de sus territorios.
- No podían celebrar tratados particulares sin previa aceptación de las demás provincias, pero no lo negarían, siempre que no perjudicara al interés general.
- Prometían no dar asilo a ningún criminal que huyera de las otras dos por delito cualquiera que sea, y ponerlo a disposición del gobierno respectivo que lo reclame como tal.
- Permitían la libre entrada y salida de las personas o frutos de una provincia a otra por vía fluvial o terrestre sin que se aplicasen impuestos de ninguna índole.
- En cada provincia todos los ciudadanos de las demás poseían los mismos privilegios, salvo desempeñar la gobernación, en cuyo caso deberían ser nacidos en la provincia en la cual ejerciesen como gobernador.
- Las demás provincias podrían asociarse a la liga de las provincias del litoral bajo las mismas condiciones que las primeras y con previa aceptación de estas.
- En caso de ser atacada una de las firmantes, sería socorrida por las otras cuyas fuerzas estarían bajo el mando del gobierno local.

## Posteriores adhesiones
Durante el mismo año 1831 y a lo largo de 1832 se fueron produciendo las adhesiones de las demás provincias argentinas.
- Corrientes por ley del 19 de agosto de 1831
- Córdoba el 20 de agosto de 1831
- Santiago del Estero por ley del 20 de agosto de 1831 (Ibarra anunció su intención de adherir el 5 de junio de 1831)
- Mendoza por ley del 1 de septiembre de 1831 (anunció su intención de adherir el 9 de agosto de 1831)
- La Rioja el 12 de octubre de 1831
- San Luis el 13 de abril de 1832
- San Juan el 3 de mayo de 1832 se consideraba adherida
- Salta el 4 de julio de 1832
- Tucumán por ley del 8 de julio de 1832 (el gobernador anunció la intención de adherir el 5 de abril de 1832)
- Catamarca el 3 de septiembre de 1832

## El Pacto en Corrientes
Al poco tiempo de firmarse el Pacto Federal, se pusieron de manifiesto las debilidades y adversidades subsistentes entre las provincias firmantes y quedaron de manifiesto el no cumplimiento de las pautas firmadas. Entre los años 1832 y 1834 se produjo un enfrentamiento entre Corrientes y Paraguay en el cual se ponía en juego la posición de una importante porción de territorio de las misiones.
Los problemas de demarcación territorial fueron una constante entre correntinos y paraguayos y, en 1832, se iniciaron enfrentamientos entre partidas de ambas partes tras el traspaso de tropas paraguayas a la zona de Candelaria. Las autoridades paraguayas fortalecieron militarmente Itapúa y Candelaria por lo que en Corrientes el gobernador Ferré estableció una flotilla para proteger la línea del Paraná y movilizó la tropa de la provincia.
Francia también extendió la ocupación a la isla Apipé para dominar la navegación del Paraná. El conflicto generó numerosas pérdidas de vidas correntinas y paraguayas desde Apipé hasta Candelaria, pero no se generó una guerra general, sino solamente fricciones con enfrentamientos de escasas dimensiones pero muy frecuentes y virulentas.
Esta situación de belicosidad se mantuvo a lo largo de dos años y Corrientes solicitó formalmente el cumplimiento del Pacto Federal para que las provincias signatarias colaborasen y salieran en defensa de la provincia invadida, tal como lo sostenía el Acuerdo en sus artículos segundo y decimotercero. Para tal fin, la provincia de Corrientes comisionó en 1833 a Juan Mateo Arriola a una misión diplomática ante Santa Fe, Entre Ríos y Buenos Aires para requerir expresa ayuda militar de esas provincias. Ferré tuvo una posición crítica a esta misión ya que consideraba que debía reunirse la Comisión Representativa en Santa Fe y que ella debería declarar la guerra al Paraguay.
La solicitud correntina no tuvo ninguna acogida por decisión directa de Buenos Aires, a pesar de que Santa Fe y Entre Ríos ofrecieron a Corrientes “cuántos recursos estén en la esfera de su poder”. En cambio Buenos Aires no consideró necesaria su colaboración y menos aún apoyo militar alguno. Esta provincia condicionó toda ayuda a un acuerdo previo de todas las provincias, cuando el Pacto en sí, ya las obligaba a todas y cada una de ellas.
Entre las solicitudes inmediatas solicitadas por el Gobierno de Corrientes estuvo el envío de buques que se hallaban fondeados por entonces en el puerto de Santa Fe, para evitar así el progreso de la ocupación enemiga. Los navíos nunca fueron autorizados a partir. Buenos Aires forzó también otro argumento como el que no estaba informado del tamaño de la ocupación paraguaya ni del número de tropas del cual estaba compuesta la fuerza enemiga.

Más adelante y en sucesivas comunicaciones con el Gobierno de Corrientes, defendió su postura sosteniendo que esta provincia podría sostener el avance paraguayo por sí sola. Pero al argumento más vergonzoso esgrimido por Buenos Aires fue que:
“los paraguayos al pasar el Paraná con fuerzas para ocupar los pueblos de Misiones, fronterizos a la provincia de Corrientes, no habían hecho más que retomar un Territorio que poseyeron, y del que habían sido despojados por los correntinos que, en esta nueva posición, lejos de manifestar intención hostil, desde que existía la presente Administración, se habían limitado a levantar fortines y atrincheramientos para conservar su posición, y habían sido provocados por nuestras Partidas; que regulándose la intención de los movimientos por los principios y las conductas de las Provincias beligerantes, la guerra entre los correntinos y los paraguayos no se presentaba ni como necesaria ni como inevitable por una y otra parte”.
Para marzo de 1834 la Legislatura correntina consideró innecesario continuar con la negociación con las provincias firmantes del Pacto, en especial con Buenos Aires, sobre el efectivo cumplimiento del Tratado del 4 de enero. A esa altura de los acontecimientos Corrientes pudo neutralizar y entorpecer el avance de las tropas paraguayas movilizando sus propias fuerzas y solventando el conflicto con los recursos de su Tesoro.
Ante estas consecuencias, el Pacto para Corrientes pasó a ser una mera formalidad sin efectos prácticos. La efectiva disolución de la Comisión Representativa, la no convocatoria a un Congreso Constituyente y la falta de solidaridad ante la invasión militar segura que ponía en riesgo importantes territorios fueron sólidos argumentos para que los vínculos entre Corrientes y sus aliados no se fortalecieran.

## El pacto como constitución
A su vez, el Pacto Federal funcionó en los hechos como constitución de Argentina hasta la sanción de la Constitución Nacional en 1853. Si bien estaba planeada la formación de un congreso constituyente, la iniciativa se fue postergando por la negativa de Juan Manuel de Rosas, hombre fuerte del pacto, gobernador de Buenos Aires y representante de relaciones exteriores de la entonces Confederación Argentina. No fue sino hasta su derrocamiento en 1852 a manos del Ejército Grande comandado por Justo José de Urquiza. Este convocó al Congreso General Constituyente que reafirmó la forma de gobierno "republicana, representativa y federal".